# Sugar Blue
Sugar Blue (Harlem, 1949. december 16. –) többszörös Grammy-díjas amerikai bluesharmonikás, énekes, dalszerző. Sugar Blue a legismertebb akkor lett, amikor az 1978-as „Some Girls” című The Rolling Stones albumon szájharmonikázott. Louisiana Red bluesgitárossal való együttműködése is emlékezetes.

## Pályafutása
Sugar Blue James Joshua Whiting néven 1949-ben született aNew Yorkban; Harlemban. Whiting egy klasszikus dzsessz-sztenderd után kapta művésznevét. Az 1970-es évek közepén stúdió-zenészként dolgozott. Roosevelt Sykes társaságában megismerkedett a Louisiana Reddel, akivel 1978-ban együtt turnéztak és lemezeket is készítettek.
Memphis Slim tanácsát megfogadva az 1970-es évek végén Whiting Párizsba ment. Ronnie Wood szerint Whitingra Mick Jagger lelt rá a város utcáin kószálva. Ez végül oda vezetett, hogy a The Rolling Stones „Some Girls” és az „Emotional Rescue” című albumain játszhatott: Some Girls, Send It to Me, Down in the Hole, Miss You.
Mike Zwerin harsonás segítette Sugar Blue-t szóló debütáló albumán, a „Crossroads”-on (1979). A „From Chicago to Paris” (1982) című lemeze megjelenése után csatlakozott Willie Dixon Chicago Blues All Stars nevű együtteséhez. 1984-ben az „Another Man Done Gone” című száma megjelent a „Blues Explosion” válogatásalbumon, és 1985-ben Grammy-díjat nyert a legjobb bluesalbum kategóriában. Stúdiózenész volt Willie Dixon a Grammy-díjas albumán (Hidden Charms, 1988). Következő albuma, a „Blue Blazes” 1994-ben jelent meg. Ezt követte az „In Your Eyes” (1995) és a „Code Blue” (2007). 1988-ban játszott a „Southside Denny and the Skintones Down Too Long” című albumon. Következő lemeze, a „Threshold” volt 2010-ben.
Nem lehet összetéveszteni senkivel a Sugar Blue gyújtó virtuozitását. Játékának sebessége és hevessége párosul találékonyságával, Blue szinte minden frázist megtölt trillákkal, glissandóval, klaszterekkel és akkordokkal. időnként úgy hangzik, mintha két hárfák szólnának... ő egy olyan zenész, aki túllép hangszere korlátain.

## Albumok
- 1978: Red, Funk and Blue
- 1979: King Bee
- 1980: Crossroads
- 1982: From Chicago to Paris
- 1984: High Voltage Blues (és a Louisiana Red)
- 1991: Absolutly Blue
- 1994: Blue Blazes
- 1995: In Your Eyes
- 1998: The Blues Spectrum of Louisiana Red
- 2007: Code Blue
- 2010: Threshold
- 2012: Raw Sugar − Live
- 2016: Blue Voyage
- 2019: Colors

## Filmek
1987: Sugar Blue Brownie McGhee-vel együtt szerepelt az „Angel Heart” című filmben.

## Díjak
- 1980: Blues Hall of Fame
- Grammy-díjak: 1982, 1985, 1988

## Fordítás
Ez a szócikk részben vagy egészben  a   Sugar Blue című angol Wikipédia-szócikk ezen változatának fordításán alapul.  Az eredeti cikk szerkesztőit annak laptörténete sorolja fel. Ez a jelzés csupán a megfogalmazás eredetét és a szerzői jogokat jelzi, nem szolgál a cikkben szereplő információk forrásmegjelöléseként.